# Robert Mambo Mumba
Robert Mambo Mumba (n. Mombasa, Kenia, 25 de octubre de 1978) es un futbolista keniata. Juega de mediocampista y actualmente milita en el Dalkurd FF de la Division 1 Norra de Suecia.

## Clubes
| Club                 | País    | Año           |
| -------------------- | ------- | ------------- |
| Bandari FC           | Kenia   | 1991-1995     |
| Nyoka F.C.           | Kenia   | 1996-1997     |
| Kenya Pipeline FC    | Kenia   | 1998-2000     |
| Gent                 | Bélgica | 2000-2001     |
| K.R.C. Gent-Zeehaven | Bélgica | 2001-2002     |
| Coast Stars          | Kenia   | 2002-2003     |
| Gent                 | Bélgica | 2003-2004     |
| Örebro SK            | Suecia  | 2004          |
| Viking FK            | Noruega | 2005-2006     |
| BK Häcken            | Suecia  | 2006-2007     |
| GIF Sundsvall        | Suecia  | 2007-2010     |
| Umeå FC              | Suecia  | 2010          |
| Dalkurd FF           | Suecia  | 2011-presente |